# Paul Gubbins
Paul Gubbins (8 de novembre de 1949, Southport, Anglaterra, 6 de juliol de 2016) va ser un periodista, escriptor i esperantista britànic, membre de l'Acadèmia d'Esperanto.

## Biografia
Paul Gubbins va estudiar idiomes a la Universitat de Manchester i a la Universitat de Queen's, Canadà, on el 1978 es va doctorar en literatura alemanya. Va treballar professionalment com a periodista i com a professor universitari de llengües al nord-oest d'Anglaterra.
El 1984 va aprendre la llengua auxiliar internacional esperanto i el 1986 va començar a escriure articles per a la revista international Monato. Posteriorment en seria co-editor i responsable de les seccions de política (des de 1993) i vida moderna (des de 1992). El gener de 2011 es va convertir en redactor en cap d'aquesta publicació. D'altra banda, des de l'any 2001 va ser editor de La Brita Esperantisto i des del maig de 2013 va ser president de l'Associació d'Esperanto de la Gran Bretanya. En 2007 va ser escollit membre de l'Acadèmia de l'Esperanto, reescollit el 2016 per un període de nou anys.

## Obres
Com a autor, va destacar per les seves obres de teatre, tant en esperanto com en anglès. Va guanyar nombrosos premis literaris.
- Kunvojaĝu!
- Subtekstede
- Esperanto – Pasporto al la tuta mondo
- Konto de l' vivo
- Heksakloro unu komo
- La Verda Ranaro prezentas
- Zam- Zam- Zamenhof
- Finsezone
- Amikaro
- Laddies i Generalmen
- Westminster Blues
- Star in a Night Sky. Antologia en anglès de la literatura en esperanto (400 pàg).
- La aventuroj de Ŝerloko Holmso (co-traductor)